# Youssef Kalfa
Youssef Kalfa (in arabo يوسف قلفا‎?; Hama, 14 maggio 1993) è un calciatore siriano, centrocampista dell'Al-Qadisiya e della Nazionale siriana.

## Caratteristiche tecniche
È un esterno sinistro.

## Carriera

### Nazionale
Con la nazionale siriana ha preso parte alla Coppa d'Asia 2019.

## Statistiche

### Cronologia presenze e reti in nazionale
| Cronologia completa delle presenze e delle reti in nazionale ― Siria | Cronologia completa delle presenze e delle reti in nazionale ― Siria | Cronologia completa delle presenze e delle reti in nazionale ― Siria | Cronologia completa delle presenze e delle reti in nazionale ― Siria | Cronologia completa delle presenze e delle reti in nazionale ― Siria | Cronologia completa delle presenze e delle reti in nazionale ― Siria | Cronologia completa delle presenze e delle reti in nazionale ― Siria | Cronologia completa delle presenze e delle reti in nazionale ― Siria |
| Data                                                                 | Città                                                                | In casa                                                              | Risultato                                                            | Ospiti                                                               | Competizione                                                         | Reti                                                                 | Note                                                                 |
| -------------------------------------------------------------------- | -------------------------------------------------------------------- | -------------------------------------------------------------------- | -------------------------------------------------------------------- | -------------------------------------------------------------------- | -------------------------------------------------------------------- | -------------------------------------------------------------------- | -------------------------------------------------------------------- |
| 06-01-2019                                                           | Sharja                                                               | Siria                                                                | 0 – 0                                                                | Palestina                                                            | Coppa d'Asia 2019 - 1º turno                                         | -                                                                    | 41’                                                                  |
| 10-01-2019                                                           | al-'Ayn                                                              | Giordania                                                            | 2 – 0                                                                | Siria                                                                | Coppa d'Asia 2019 - 1º turno                                         | -                                                                    | 70’                                                                  |
| Totale                                                               |                                                                      | Presenze                                                             | 2                                                                    |                                                                      | Reti                                                                 | 0                                                                    |                                                                      |